# Den sommer
|  | Denne artikel er oprettet af botten Steenthbot ud fra en ekstern database. Den kan derfor have sproglige fejl eller mangler. Denne skabelon kan fjernes efter kontrol af indholdet. |

Den sommer er en svensk dokumentarfilm fra 2017 instrueret af Göran Olsson.

## Handling
'Den sommer' er en dokumentarfilm, der kredser om det filmprojekt som kunstneren Peter Beard påbegyndte i 1972 i samarbejde med Lee Radziwill om hendes slægtninge, The Beales af Grey Gardens. Ekstraordinære optagelser som man troede var gået tabt, genopstår nu i en film, der fokuserer på Beard og hans imponerende vennekreds, der sammen formede et enormt indflydelsesrigt og dynamisk, kreativt miljø i Montauk, Long Island (NY) i 1970erne. I filmen optræder bl.a. Peter Beard, Lee Radziwill, Edith Ewing Bouvier Beale, Edith Bouvier Beale og Andy Warhol. Filmen indeholder optagelser instrueret af Peter Beard, Jonas Mekas, Andy Warhol, Albert Maysles og Vincent Fremont.

## Medvirkende
- Peter Beard
- Lee Radziwill
- Edith Ewing Bouvier Beale
- Edith Bouvier Beale
- Andy Warhol